# Acropàquia
L'acropàquia, hipocratisme digital o dit de baqueta de timbal, és una deformació dels dits i de les ungles, que es corben cap al palmell, s'arrodoneixen cap a la part del dors, es nota una hipertròfia de les falanges distals i inconstantment una cianosi local.
Hipòcrates, fa poc menys de 2.500 anys va ser el primer a descriure aquesta anomalia. Aquest signe clínic s'observa en moltes malalties com les malalties respiratòries cròniques, com ara la cardiopatia congènita cianòtica, la malaltia inflamatòria intestinal o durant les malalties hepàtiques.
La fisiopatologia és desconeguda, però sembla que certs factors de creixement hi estan implicats (PDGF, factor de creixement de l'endoteli vascular) i que les plaquetes hi juguen un rol.
Hi ha una forma primitiva, la paquidermoperiostosi, i formes secundàries de diferents causes: una de les causes més comunes és l'existència de càncer de pulmó.

## Mecanismes
No estan clars. La hipòxia (manca d'oxigenació) hi juga un rol. Existeixen modificacions dels capil·lars sanguinis en els dits afectar per l'hipocratisme, amb presència de micro-trombs. Aquestes alteracions de la vascularització estan probablement relacionades amb la producció de VEGF.

## Causes
L'hipocratisme digital es pot trobar en diferents afeccions.
- Malalties pulmonars:
  - Càncer de pulmó primari i secundari;
  - Mesotelioma
  - Sarcoïdosi (excepcional)
  - Malaltia pulmonar intersticial, fibrosi pulmonar
  - Pneumònia lipoidal
  - Bronquièctasi, abscessos pulmonars, tuberculosi[5]
  - Fibrosi quística
- Malalties cardíaques:
  - Hipertensió arterial pulmonar
  - Cardiopatia congènita cianòtica
  - Endocarditis infecciosa.[5]

- Malalties cutànies:
  - Paquidermoperiostosi (forma idiopàtica d'osteoartropatia hipertròfica)
  - Síndrome de Bureau-Barrière-Thomas
  - Síndrome de Fischer
  - Queratodèrmia palmoplantar
  - Síndrome de Volavsek

- Malalties digestives:
  - Malalties inflamatòries intestinals[5]
  - Colangitis biliar primària
  - Cirrosi hepàtica
  - Colitis ulcerosa
  - Leiomioma de l'esòfag
  - Acalàsia d'esòfag
  - Ulceració pèptica de l'esòfag

- Malalties tumorals:
  - Càncer de tiroide
  - Càncer de timus
  - Limfoma de Hodgkin
  - Síndrome POEMS.

- Malalties endocrines:
  - Acromegàlia
  - Acropàquia tiroidal

- Altres:
  - Embaràs

Algunes malalties genètiques venen acompanyades d'hipocratisme digital, com en el cas de les mutacions de la 15-hidroxiprostaglandina deshidrogenasa o de la proteïna transportadora de prostaglandina SLCO2A1.
Finalment, hi ha casos sense causa definida, coneguts com a idiopàtics.

## Tractament
No cal cap altre tractament que no sigui el de la malaltia de base. Si aquesta última es cura, l'hipocratisme pot retrocedir.
De vegades hi ha formes doloroses. En els casos de càncer de pulmó inoperable, una vagotomia (secció quirúrgica del nervi vague) pot comportar una millora dels símptomes.